# Trampolin
 Ovo je glavno značenje pojma Trampolin. Za druga značenja pogledajte Trampolin (razdvojba).
Trampolin je sprava koja služi za sport ili rekreaciju. Sastoji se od čvrstog elastičnog platna rastegnutog oko metalnog okvira okruglog ili pravokutnog oblika. Platno je za okvir pričvršćeno čvrstim elastičnim trakama ili federima. Vježbač na trampolinu izvodi skokove najčešće sunožnim odrazima od platna, koje svojom elastičnošću daje dodatni impuls skoku. Skokovi na trampolinu su iznimno zabavni, ali potencijalno opasni zbog visine skoka koju je moguće postići snažnijim odrazom. Stoga je okvir trampolina često zaštićen spužvom ili drugim mekim materijalom.

## Poveznice
- Trampolin kao gimnastička disciplina.